# Bazarul „Sub dughene”
Bazarul „Sub dughene” este un monument istoric aflat pe teritoriul orașului Lipova. În Repertoriul Arheologic Național, monumentul apare cu codul 9583.04.01.